# Franz Bachmann (Bergsteiger)

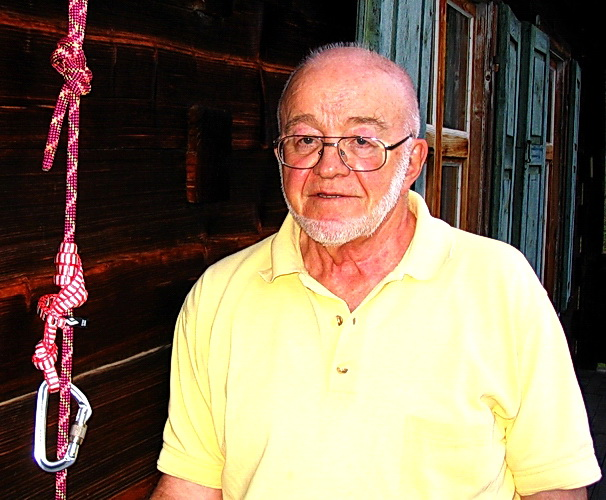
Franz Bachmann, Entwickler von Klemmknoten im Oktober 2005 im Haus der Familie in Tschagguns im Vorarlberg

Franz Bachmann (* 31. März 1930 in Toblach im Pustertal, Südtirol; † 24. Juli 2019 in Riehen) war ein österreichischer Alpinist, Bergretter, Ingenieur für Maschinenbau und Verfahrenstechnik sowie Entwickler von mehreren Klemmknoten.

## Leben
Franz Bachmanns Vater war Sattler und Tapezierer in Cortina d’Ampezzo. Dort hatte der zehnjährige Bub bereits die Tofana di Roces, den Nuvolau und die Croda del Becco bestiegen. Durch das Hitler-Mussolini-Abkommen über Südtirol verschlug es die Familie nach Feldkirch in Vorarlberg. Ab 1946 kletterte er als 16-Jähriger in den Bergen des Rätikons, u. a. Zimba Westgrat und Saulakamin in der Ostwand des Saulakopfes, beide III+. Bereits 1949 machte er zusammen mit Toni Hiebeler die Erstbegehung der Direkten Südwestwand (VI) an der Sulzfluh im Rätikon. Es folgten weitere 17 Erstbegehungen bis VI+ und VII-, einige sogar im Alleingang. Von diesen Touren sind unter den Alpinisten auch heute noch aktuell Direkte Westwand an der Kleinen Sulzfluh VII-, Gelbeck Ostwand VI+, und Gamsfreiheit Nordpfeiler V.

## Entwickler von Klemmknoten
Zur Absicherung seiner Alleingänge im extremen Fels entwickelte er bis 1949 den Karabinerknoten. In seiner Zeit als technischer Leiter vom Bergrettungsdienst in Vorarlberg folgte als Weiterentwicklung der Karabinerklemmknoten, im englischen Sprachraum „Bachmann Knot“ und im italienischen „Nodo Bachmann“. In den Jahren nach der Jahrhundertwende kamen als ganz neuartige Klemmknoten der FB-Ringknoten und der FB-Knoten dazu. Aus diesen entwickelte Bachmann bald den FB-Bandklemmknoten. Als neue Idee wurde im Oktober 2015 der FB-Prusik vorgestellt.  Im Frühjahr 2017 kam als neuestes und letztes Glied (Aussage Franz Bachmann: „hier kann man nichts mehr weglassen!“) einer konsequenten Klemmknoten-Entwicklung der FB-Kreuzklemm hinzu.

## Zitat
„Vielleicht auch über eines muss man sich im Klaren sein: Der Alpinismus ist keine heile Welt. Es menschelt überall. Das ist immer so gewesen und wird auch in Zukunft so sein.“

## Veröffentlichungen von und über Franz Bachmann
- Der Karabinerknoten. In: Fels und Firn, Juniheft 1950
- Der Karabinerknoten. In: Berge und Heimat, Nr. 3, 1951 (OeAV)
- Der Karabinerknoten. In: Der Bergsteiger, Nr. 6, 1951 (DAV)
- Der Karabinerknoten. In: Die Alpen, Nr. 6, 1951 (SAC) als Beilage
- Franz Bachmann: Der FB-Klemmknoten. In: Deutscher Alpenverein, Oesterreichischer Alpenverein und Schweizer Alpen-Club SAC (Hrsg.): Bergundsteigen. Nr. 3, 2005, S. 56–60 (PDF, 200 kB, abgerufen am 16. Februar 2008)
- Walter Würtl: FB-Prusik. In: Bergundsteigen, Nr. 92, Herbst 2015, S. 76–77.
- Jost Gudelius: Franz Bachmann, 1930 - 2019, ein Nachruf in: Bergundsteigen, Nr. 108, Herbst 2019, S. 24–25